# Hakaze (tàu khu trục Nhật)
Hakaze (tiếng Nhật: 羽風) là một tàu khu trục thuộc lớp Minekaze được chế tạo cho Hải quân Đế quốc Nhật Bản ngay sau khi kết thúc Chiến tranh Thế giới thứ nhất. Chúng là những tàu khu trục hàng đầu của Hải quân Nhật trong những năm 1930, nhưng đã bị xem là lạc hậu vào lúc nổ ra Chiến tranh Thái Bình Dương. Hakaze được sử dụng chủ yếu trong vai trò tuần tra, vận chuyển và hộ tống trong Chiến tranh Thế giới thứ hai cho đến khi bị tàu ngầm Mỹ USS Guardfish đánh chìm phía Nam Kavieng, New Ireland vào ngày 23 tháng 1 năm 1943.

## Thiết kế và chế tạo
Việc chế tạo lớp tàu khu trục kích thước lớn Minekaze được chấp thuận như một phần trong Chương trình Hạm đội 8-4 của Hải quân Đế quốc Nhật Bản trong giai đoạn năm tài chính 1917-1920, kèm theo lớp Momi cỡ trung vốn chia sẻ nhiều đặc tính thiết kế chung. Được trang bị động cơ mạnh mẽ, những con tàu này có tốc độ cao và được dự định hoạt động như những tàu hộ tống cho những chiếc tàu chiến-tuần dương thuộc lớp Amagi mà cuối cùng đã không được chế tạo.
Hakaze, chiếc thứ bảy của lớp tàu này, được chế tạo tại xưởng đóng tàu Mitsubishi tại Nagasaki. Nó được đặt lườn vào ngày 11 tháng 11 năm 1918; được hạ thủy vào ngày 21 tháng 6 năm 1920; và được đưa ra hoạt động vào ngày 16 tháng 9 năm 1920.

## Lịch sử hoạt động
Sau khi hoàn tất, Hakaze được điều về Quân khu Hải quân Yokosuka thuộc Hạm đội 2 Hải quân Đế quốc Nhật Bản. Tại đây, nó cùng với các tàu khu trục chị em Tachikaze, Akikaze và Hokaze được tập trung để hình thành nên Đội Khu Trục 4 thuộc Hải đội Ngư lôi 1 (第1水雷戦隊). Trong những năm 1938-1939, hải đội này được phân công tuần tra tại khu vực bờ biển miền Trung của Trung Quốc nhằm hỗ trợ cho những nỗ lực của quân Nhật trong cuộc Chiến tranh Trung-Nhật.
Vào lúc xảy ra cuộc tấn công Trân Châu Cảng, Hakaze đang được phân về Hải đội Khu Trục 34 trực thuộc Không Hạm đội 11 của Hải quân Đế quốc Nhật Bản, đặt căn cứ tại mũi St. Jacques phía Nam Sài Gòn thuộc Đông Dương để hỗ trợ cho Không đoàn 22. Nhiệm vụ chủ yếu của nó trong những giai đoạn đầu của cuộc Chiến tranh Thái Bình Dương là vận chuyển vật liệu đến Miri và Kuching thuộc Sarawak và đến Kota Bharu ở Malaya để xây dựng các căn cứ không quân tiền phương tại đây.
Vào tháng 2 năm 1942, sau khi hỗ trợ cho cuộc tấn công chiếm đóng Palembang, Hakaze đặt căn cứ ngoài khơi Bangka, tiến hành các cuộc tuần tra chống tàu ngầm. Nó được chuyển đến Bangkok trong tháng 3 rồi đến Singapore trong tháng 4. Sang tháng 5, Hakaze đặt căn cứ tại Rabaul, nơi nó tham gia hỗ trợ cho dự định tấn công cảng Moresby. Sau khi quay về xưởng hải quân Maizuru một thời gian ngắn để sửa chữa vào cuối tháng 5, Hakaze hộ tống một đoàn tàu vận tải đi đến Saipan, rồi từ Saipan đến Hahajima thuộc quần đảo Ogasawara và quay lại. Trong tháng 8, nó hộ tống một đoàn tàu vận tải từ Saipan đến Rabaul rồi bắt đầu tuần tra từ căn cứ cho đến tháng 10, khi nó bắt đầu hộ tống nhiều đoàn tàu vận tải nhằm chuẩn bị cho cuộc tấn công Guadalcanal. Sau khi được sử dụng trong tháng 11 như một tàu vận tải cao tốc "Tốc hành Tokyo" chuyển quân từ Buin đến Munda, nó còn thực hiện thêm bốn chuyến vận tải tương tự trong tháng đó.
Từ cuối tháng 11 năm 1942 đến ngày 20 tháng 1 năm 1943, Hakaze được phân công các nhiệm vụ tuần tra và hộ tống tại khu vực Shortlands–Buka–Rabaul–Kavieng. Trong khi đang hộ tống tàu chở thủy phi cơ Akitsushima (không nên nhầm lẫn với tàu tuần dương Akitsushima), nó đã tấn công tàu ngầm USS Guardfish nhưng lại trúng phải ngư lôi phản công và bị chìm vào ngày 23 tháng 1 năm 1943 ở khoảng 24 km (15 dặm) về phía Nam Kavieng thuộc New Ireland ở tọa độ 02°47′N 150°38′Đ / 2,783°N 150,633°Đ.
Hakaze được rút khỏi danh sách Đăng bạ Hải quân vào ngày 1 tháng 3 năm 1943.

## Danh sách thuyền trưởng
- Thiếu tá Yasukitsu Kitagawa: 16 tháng 9 năm 1920 - 1 tháng 12 năm 1922 (thăng Trung tá 1 tháng 12 năm 1920)
- Thiếu tá Naokuni Nakajima: 1 tháng 12 năm 1922 - 1 tháng 12 năm 1924 (thăng Trung tá 1 tháng 12 năm 1923)
- Thiếu tá Chuzo Takayama: 1 tháng 12 năm 1924 - 21 tháng 9 năm 1925
- Thiếu tá Yoshizo Nakamaruo: 21 tháng 9 năm 1925 - 1 tháng 12 năm 1926
- Lực lượng dự bị: 1 tháng 12 năm 1926 - 7 tháng 12 năm 1926
- Trung tá Nitaro Kato: 7 tháng 12 năm 1926 - 1 tháng 12 năm 1927
- Lực lượng dự bị: 1 tháng 12 năm 1927 - 1 tháng 12 năm 1928
- Thiếu tá Keikichi Chigusa: 1 tháng 12 năm 1928 - 20 tháng 6 năm 1930 (thăng Trung tá 30 tháng 11 năm 1929)
- Thiếu tá Kazutaka Niimi: 20 tháng 6 năm 1930 - 5 tháng 8 năm 1932
- Thiếu tá Yoshikichi Shoji: 5 tháng 8 năm 1932 - 15 tháng 11 năm 1932
- Thiếu tá Kiichiro Shoji: 15 tháng 11 năm 1932 - 1 tháng 11 năm 1935
- Thiếu tá Ichitaro Oshima: 1 tháng 11 năm 1935 - 1 tháng 12 năm 1936
- Thiếu tá Motoi Katsumi: 1 tháng 12 năm 1936 - 1 tháng 12 năm 1937
- Thiếu tá Itsuro Shimizu: 1 tháng 12 năm 1937 - 1 tháng 12 năm 1938
- Thiếu tá Shunichi Toyoshima: 1 tháng 12 năm 1938 - 15 tháng 11 năm 1939
- Thiếu tá Tatsuya Yamaguchi: 15 tháng 11 năm 1939 - 15 tháng 11 năm 1940
- Thiếu tá Fumio Maekawa: 15 tháng 11 năm 1940 - 20 tháng 4 năm 1942
- Thiếu tá Masanori Kashima: 20 tháng 4 năm 1942 - 23 tháng 1 năm 1943